# Can Sibidí
Can Sibidí és una obra d'Olot (Garrotxa) protegida com a bé cultural d'interès local.

## Descripció
És una casa entre mitgeres. La porta d'entrada principal és situada al costat dret de l'edifici i els pisos superiors disposen de balcons distribuïts simètricament. Cal destacar els bonics esgrafiats que decoren la façana: grans motius florals corren a cada costat i es reuneixen al mig formant dos grans medallons, on hi ha les inicials L S i la data de 1916.

## Història
Durant el segle xvi la ciutat d'Olot viu uns moments de gran prosperitats, especialment durant la segona meitat del segle. Això atrau molts immigrants de remença, el que genera un notable creixement urbà. S'edifiquen el Carrer Major, el de Sant Rafael, els contorns del Firal i la Plaça Major. Durant la segona meitat del segle xix es tornen a fer grans construccions al carrer de Sant Rafael; s'enderroca el portal situat al final del carrer, es basteixen cases importants com Can Batlló i moltes d'altres són profundament renovades.